# Thengampudur
Thengampudur es una ciudad y nagar Panchayat situada en el distrito de Kanyakumari en el estado de Tamil Nadu (India). Su población es de 14538 habitantes (2011).

## Demografía
Según el censo de 2011 la población de Thengampudur era de 14538 habitantes, de los cuales 7289 eran hombres y 7249 eran mujeres. Thengampudur tiene una tasa media de alfabetización del 93,63%, superior a la media estatal del 80,09%: la alfabetización masculina es del 95,44%, y la alfabetización femenina del 91,82%.